# Liste der Gebietsänderungen in Mecklenburg-Vorpommern von 1995 bis 1999
Die Liste der Gebietsänderungen in Mecklenburg-Vorpommern von 1995 bis 1999 enthält wichtige Änderungen der Gemeindegebiete des Landes Mecklenburg-Vorpommern in der Zeit vom 1. Januar 1995 bis zum 31. Dezember 1999. Dazu zählen unter anderem Zusammenschlüsse und Trennungen von Gemeinden, Eingliederungen von Gemeinden in eine andere, Änderungen des Gemeindenamens und größere Umgliederungen von Teilen einer Gemeinde in eine andere.

## Legende
- Datum: juristisches Wirkungsdatum der Gebietsänderung
- Gemeinde vor der Änderung: Gemeinde vor der Gebietsänderung
- Maßnahme: Art der Änderung
- Gemeinde nach der Änderung: Gemeinde nach der Gebietsänderung
- Landkreis: Landkreis der Gemeinde nach der Gebietsänderung
- OT: Ortsteil

Die Sortierung erfolgt chronologisch: Datum, kreisfreie Städte, Landkreise, aufnehmende oder neu gebildete Gemeinde. Heute noch bestehende Gemeinden sind farbig unterlegt.

## Liste
| Datum      | Gemeinde vor der Änderung                                                                 | Maßnahme        | Gemeinde nach der Änderung | Landkreis            |
| ---------- | ----------------------------------------------------------------------------------------- | --------------- | -------------------------- | -------------------- |
| 01.03.1995 | Strasburg                                                                                 | Namensänderung  | Strasburg (Uckermark)      | Uecker-Randow        |
| 10.03.1995 | Röbel (Müritz)                                                                            | Namensänderung  | Röbel/Müritz               | Müritz               |
| 20.03.1995 | Thießow                                                                                   | Namensänderung  | Thiessow                   | Rügen                |
| 01.07.1995 | Viezen                                                                                    | Eingliederung   | Bernitt                    | Güstrow              |
| 06.11.1995 | Bergen/Rügen                                                                              | Namensänderung  | Bergen auf Rügen           | Rügen                |
| 07.12.1995 | Bresegard                                                                                 | Namensänderung  | Bresegard bei Eldena       | Ludwigslust          |
| 07.12.1995 | Bresegard                                                                                 | Namensänderung  | Bresegard bei Picher       | Ludwigslust          |
| 09.12.1995 | Vogelsang                                                                                 | Namensänderung  | Vogelsang-Warsin           | Uecker-Randow        |
| 15.01.1996 | Torgelow                                                                                  | Namensänderung  | Torgelow am See            | Müritz               |
| 15.01.1996 | Stolpe                                                                                    | Namensänderung  | Stolpe auf Usedom          | Ostvorpommern        |
| 15.01.1996 | Ummanz (Insel)                                                                            | Namensänderung  | Ummanz                     | Rügen                |
| 01.10.1997 | Groß Lüsewitz Reppelin                                                                    | Eingliederung   | Sanitz                     | Bad Doberan          |
| 01.12.1997 | Niekrenz                                                                                  | Eingliederung   | Sanitz                     | Bad Doberan          |
| 03.12.1997 | Dorf Zapel                                                                                | Namensänderung  | Zapel                      | Parchim              |
| 15.12.1997 | Gubkow                                                                                    | Eingliederung   | Sanitz                     | Bad Doberan          |
| 15.12.1997 | Kowalz                                                                                    | Eingliederung   | Thelkow                    | Bad Doberan          |
| 31.12.1997 | Rieth                                                                                     | Eingliederung   | Luckow                     | Uecker-Randow        |
| 01.06.1998 | Lübzin Rosenow                                                                            | Zusammenschluss | Lübzin-Rosenow             | Güstrow              |
| 03.06.1998 | Neu Kentzlin                                                                              | Namensänderung  | Neu-Kentzlin               | Demmin               |
| 01.07.1998 | Jörnstorf                                                                                 | Eingliederung   | Biendorf                   | Bad Doberan          |
| 30.09.1998 | Pinnow                                                                                    | Eingliederung   | Breesen                    | Demmin               |
| 30.09.1998 | Reinberg                                                                                  | Eingliederung   | Wolde                      | Demmin               |
| 30.09.1998 | Groß-Kelle                                                                                | Namensänderung  | Groß Kelle                 | Müritz               |
| 30.09.1998 | Torgelow, Holländerei                                                                     | Namensänderung  | Torgelow-Holländerei       | Uecker-Randow        |
| 01.01.1999 | Bandow                                                                                    | Eingliederung   | Schwaan                    | Bad Doberan          |
| 01.01.1999 | Kleverhof                                                                                 | Eingliederung   | Altkalen                   | Güstrow              |
| 01.01.1999 | Katelbogen Qualitz                                                                        | Eingliederung   | Baumgarten                 | Güstrow              |
| 01.01.1999 | Parkow                                                                                    | Eingliederung   | Bützow                     | Güstrow              |
| 01.01.1999 | Allerstorf Bertelshagen I b. Ribnitz-Damgarten Brünkendorf Carlsruhe Gresenhorst Kuhlrade | Eingliederung   | Marlow                     | Nordvorpommern       |
| 01.01.1999 | Bartmannshagen Griebenow Kandelin Klevenow Neuendorf Poggendorf Rakow                     | Zusammenschluss | Süderholz                  | Nordvorpommern       |
| 01.01.1999 | Groß Salitz                                                                               | Eingliederung   | Krembz                     | Nordwestmecklenburg  |
| 01.01.1999 | Testorf                                                                                   | Eingliederung   | Testorf-Steinfort          | Nordwestmecklenburg  |
| 01.01.1999 | Moor Parin                                                                                | Zusammenschluss | Moor-Rolofshagen           | Nordwestmecklenburg  |
| 01.01.1999 | Zinzow                                                                                    | Eingliederung   | Boldekow                   | Ostvorpommern        |
| 01.01.1999 | Grünz Sommersdorf Storkow Wollin                                                          | Eingliederung   | Penkun                     | Uecker-Randow        |
| 31.05.1999 | Kartlow                                                                                   | Eingliederung   | Kruckow                    | Demmin               |
| 01.06.1999 | Grischow                                                                                  | Eingliederung   | Ivenack                    | Demmin               |
| 13.06.1999 | Boitin                                                                                    | Eingliederung   | Tarnow                     | Demmin               |
| 13.06.1999 | Parum                                                                                     | Auflösung       |                            | Ludwigslust          |
| 13.06.1999 | Parum                                                                                     | Eingliederung   | Dümmer                     | Ludwigslust          |
| 13.06.1999 | Boddin Dodow Dreilützow Drönnewitz Karft Luckwitz Tessin b. Wittenburg Waschow            | Zusammenschluss | Wittendörp                 | Ludwigslust          |
| 13.06.1999 | Parum OT Pogreß                                                                           | Umgliederung    | Wittendörp                 | Ludwigslust          |
| 13.06.1999 | Bredenfelde Grauenhagen Hinrichshagen Rehberg                                             | Eingliederung   | Woldegk                    | Mecklenburg-Strelitz |
| 13.06.1999 | Conow Dolgen Feldberg Lichtenberg Lüttenhagen                                             | Zusammenschluss | Feldberger Seenlandschaft  | Mecklenburg-Strelitz |
| 13.06.1999 | Groß Miltzow Kreckow                                                                      | Zusammenschluss | Groß Miltzow               | Mecklenburg-Strelitz |
| 13.06.1999 | Helpt Pasenow                                                                             | Zusammenschluss | Helpt                      | Mecklenburg-Strelitz |
| 13.06.1999 | Divitz Spoldershagen                                                                      | Zusammenschluss | Divitz-Spoldershagen       | Nordvorpommern       |
| 13.06.1999 | Kavelsdorf Ravenhorst                                                                     | Eingliederung   | Eixen                      | Nordvorpommern       |
| 13.06.1999 | Buchholz Gremersdorf                                                                      | Zusammenschluss | Gremersdorf-Buchholz       | Nordvorpommern       |
| 13.06.1999 | Millienhagen Oebelitz                                                                     | Zusammenschluss | Millienhagen-Oebelitz      | Nordvorpommern       |
| 13.06.1999 | Siemersdorf                                                                               | Eingliederung   | Tribsees                   | Nordvorpommern       |
| 13.06.1999 | Steinmocker                                                                               | Eingliederung   | Neetzow                    | Ostvorpommern        |
| 13.06.1999 | Groß Petershagen                                                                          | Eingliederung   | Wackerow                   | Ostvorpommern        |
| 13.06.1999 | Gallin Kuppentin                                                                          | Zusammenschluss | Gallin-Kuppentin           | Parchim              |
| 01.08.1999 | Köchelstorf b. Rehna                                                                      | Namensänderung  | Köchelstorf                | Nordwestmecklenburg  |
| 31.12.1999 | Groß Nieköhr                                                                              | Eingliederung   | Behren-Lübchin             | Güstrow              |
| 31.12.1999 | Sabel Striesdorf                                                                          | Zusammenschluss | Dolgen am See              | Güstrow              |
| 31.12.1999 | Kenz Küstrow                                                                              | Zusammenschluss | Kenz-Küstrow               | Nordvorpommern       |
| 31.12.1999 | Glashütte                                                                                 | Eingliederung   | Rothenklempenow            | Uecker-Randow        |